# South Kensington
South Kensington es un barrio en el Royal Borough de Kensington y Chelsea en el centro de Londres, Inglaterra. Tiene una zona construida a 3.9 km al oeste-suroeste de Charing Cross.
Es difícil definir los límites de South Kensington, pero una definición habitual es el área comercial alrededor de la estación de metro y las calles y plazas adyacentes (como Thurloe Square, frente al Museo de Victoria y Alberto). El vecindario más pequeño alrededor de la estación Gloucester Road puede ser considerado una parte, y Albertopolis alrededor de Exhibition Road, que incluye el Museo de Historia Natural, el de Ciencias, el de Victoria y Alberto y la Casa Baden-Powell. Otras instituciones como el Royal Albert Hall, el Imperial College de Londres, la Real Sociedad Geográfica, el Royal College of Art, el Royal College of Music están dentro de la Ciudad de Westminster, pero se considera que están en South Kensington. Aunque el código postal SW7 cubre principalmente South Kensington, algunas partes de Knightsbridge también están incluidas.
Cerca de centros igualmente ricos como Knightsbridge, Chelsea y Kensington, en South Kensington se hallan algunas de las fincas más exclusivas del mundo. Además, allí vive un gran número de expatriados franceses (principalmente con empleos en la City, el centro financiero), pero también españoles, italianos, estadounidenses y ciudadanos de Oriente Próximo. Una presencia significativa francesa se pone de manifiesto en la ubicación del consulado, el Lycée Français Charles de Gaulle —una gran escuela secundaria francesa frente al Museo de Historia Natural— y el Instituto Francés, sede de un cine francés. Hay varios cafés y librerías franceses en la zona.
Las estaciones de metro más cercanas son la de South Kensington y Gloucester Road.

## Historia

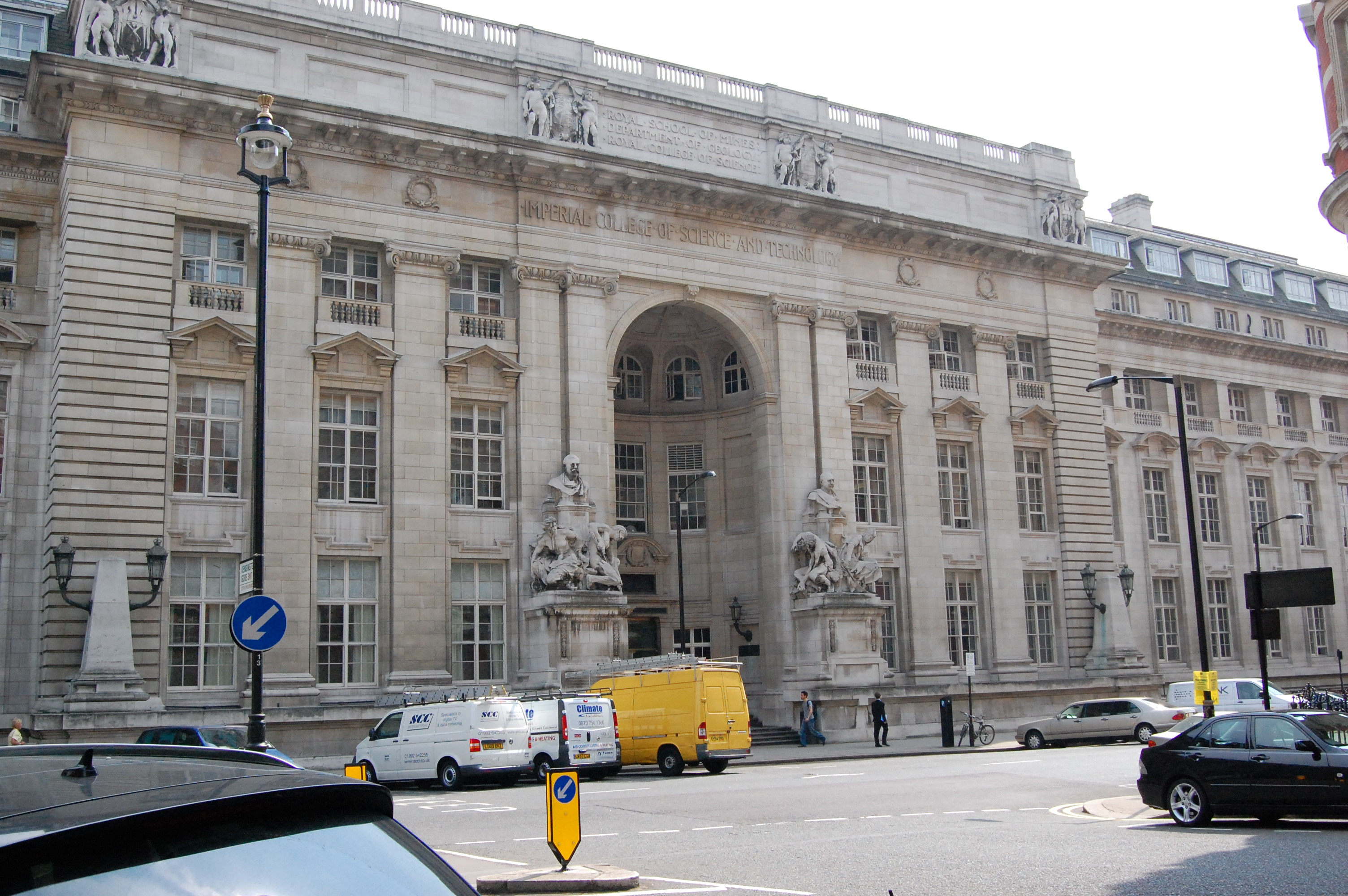
Imperial College, South Kensington, Londres.

La zona estaba en gran medida sin desarrollar hasta mediados del siglo XIX, siendo una zona agrícola que proporcionaba a Londres fruta y hortalizas. Después de la Gran Exposición, que tuvo lugar en 1851 en Hyde Park, los comisionados de la exposición compraron un terreno de 352 000 m² al oeste de lo que hoy es la Exhibition Road, para crear una sede para distintas instituciones dedicadas a las artes y las ciencias, lo que dio como resultado que aquí se fundasen el Royal Albert Hall, tres museos, la Royal School of Mines (más tarde una universidad tecnológica de renombre mundial), el Royal College of Music y el Royal College of Organists. Además, algunos muchos huertos de la zona rural comenzaron a dar paso a una serie de hospitales, como el Royal Brompton Hospital y el New Cancer Hospital, en la cercana Fulham Road.Los propietarios de terrenos adyacentes comenzaron a desarrollar sus terrenos en la década de 1860, gracias a la creación de nuevas carreteras y al auge general de la urbanización al oeste de Londres, y condujeron a la eventual absorción de Brompton y su estación en Kensington.
La absorción de South Kensington por Londres quedó sellada por la llegada del metro a Gloucester Road y South Kensington en 1868. En 1906, la nueva compañía Great Northern, Piccadilly and Brompton Railway inauguró la estación de metro Brompton Road en las proximidades, añadiendo así un enlace directo con el corazón político, comercial y financiero de la capital en Westminster, el West End y la Ciudad de Londres. Sin embargo, debido a que no era una parada muy frecuentada, se cerró en 1934, aunque durante la Segunda Guerra Mundial fue utilizada por la 26ª Brigada Antiaérea de Londres.
Desde la Primera Guerra Mundial se ha convertido en una zona cosmopolita, que atrae a refugiados belgas y franceses, pero también a polacos durante y después de la Segunda Guerra Mundial, así como últimamente a expatriados españoles, italianos y estadounidenses. Algunos residentes también proceden de Oriente Medio. La presencia francesa se ve acentuada por el Lycée Français Charles de Gaulle, el Instituto Francés, que alberga un teatro que ahora se utiliza como Ciné Lumière y que está cerca de la Alianza Francesa, así como el Consulado General de Francia, no lejos de la Embajada de Francia en Knightsbridge. Si a esto se suma que la zona cuenta con una librería francesa y muchos cafés internacionales, no es de extrañar que sea conocida como "el distrito 21 de París".

### Asalto a la embajada de Irán
En abril y mayo de 1980, un grupo de seis árabes iraníes entró en la embajada iraní en South Kensington y tomó como rehenes al personal, a los visitantes y a un policía diplomático. Siguió un asedio de seis días durante el cual uno de los rehenes murió. El SAS británico finalmente irrumpió en el edificio en una operación que duró 17 minutos, sacando a los rehenes y al único pistolero superviviente, que posteriormente fue condenado a 27 años de prisión por su participación en los delitos.

## Residentes destacados

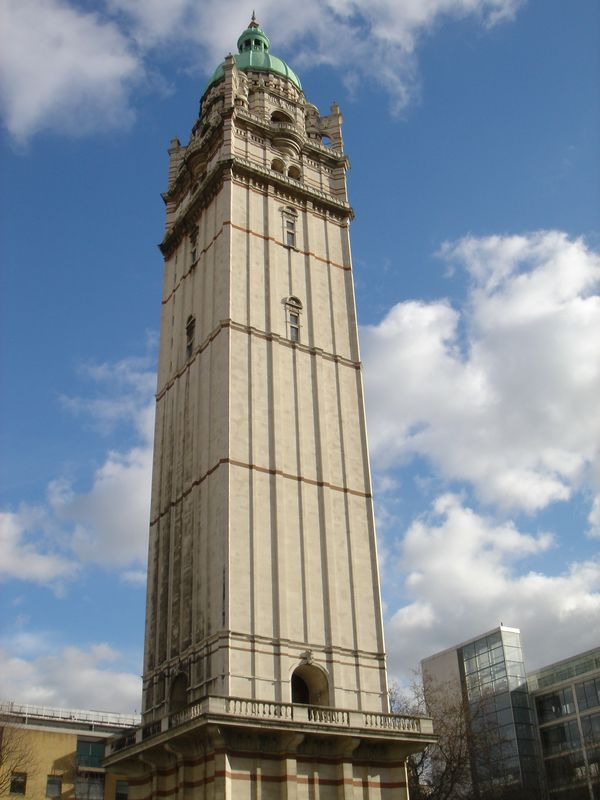
The Queen's Tower, Imperial College.

Entre los residentes destacados de la zona se encuentran:
- Sir Henry Cole (1808–1882), educador y primer director del Museo de South Kensington (más tarde el Museo de Victoria y Alberto), vivió en el 33 de Thurloe Square.
- Charles Booth (1840–1916), pionero de la investigación social, vivió en el 6 de Grenville Place.
- George Wallis, FSA, (1811–1891), artista, conservador de museo y educador de arte, primer Conservador de la Colección de Bellas Artes en el Museo de South Kensington.
  - Sus hijos, entre los que estuvieron Whitworth Wallis y Rosa Wallis.
- Sir Herbert Beerbohm Tree (1853–1917), actor-manager, vivió en el 31 de Rosary Gardens.
- Sir J. M. Barrie (1860-1937), dramaturgo y novelista, autor de Peter Pan, y su esposa Mary de soltera Ansell, actriz, en el 133 de Gloucester Road
- Beatrix Potter (1866-1943), autora y artista, pasó su juventud en Bolton Gardens.
- Virginia Woolf (1882–1941), escritora, y su hermana Vanessa Bell (1879–1961), pintora y diseñadora de interiores, vivió en el 22 de Hyde Park Gate hasta 1904.
- Francis Bacon (1909–1992), artista británico nacido en Irlanda, vivió en el 17 de Queensberry Mews y en el 7 de Reese Mews.
- Benny Hill (1924–1992), humorista, vivió en el 1 y en el 2 de Queen's Gate.
- Nicholas Freeman, OBE, (1939–1989) controvertido líder del municipio real de Kensington y Chelsea, vivió en Harrington Gardens, cerca de Gloucester Road.
- Sir Isaiah Berlin (1909–1997), filósofo liberal.
- Sir Francis Galton (1822–1911), polímata victoriano, antropólogo, eugenista, explorador de los trópicos, geógrafo, inventor, meteorólogo, proto-genetista, psicométrico y estadístico.
- John Malkovich, actor, tiene un piso en la zona.
- Charles Crichton, director y guionista.
- Dakota Blue Richards, actriz.
- Mika, cantante.
- Jason Orange, cantante (Take That).
- Adele, cantante.
- David Beckham, exfutbolista.
- Henry Cavill, actor.

## Lugares cercanos
- Brompton
- Chelsea
- Earls Court
- Kensington
- Knightsbridge
- West Kensington